# 广州发展
广州发展集团股份有限公司（证券简称：广州发展、曾用简称：广州控股，上交所：600098）是一家从事电力生产业的股份制上市公司。公司主要经营能源、城市基础设施、物流等产业的投资、建设、生产管理和经营。
公司前身兼发起人为广州电力企业集团有限公司，是在原广州珠江电力工程公司基础上于1996年5月成立的国有独资公司。1997年6月23日获准发行人民币普通股A股，同年7月18日在上海证券交易所挂牌上市，1998年6月9日公司名称由广州电力企业集团股份有限公司更改为广州发展实业控股集团股份有限公司。2005年8月18日进行股权分置改革，2006年10月9日其子公司向中国长江电力股份有限公司转让11.189%股权。2012年9月18日公司名称变更为现名。